# Pomacentrus geminospilus
Pomacentrus geminospilus là một loài cá biển thuộc chi Pomacentrus trong họ Cá thia. Loài này được mô tả lần đầu tiên vào năm 1993.

## Từ nguyên
Từ định danh của loài được ghép bởi hai âm tiết trong tiếng Latinh, là gemino ("song sinh") và spilos ("vệt đốm"), hàm ý đề cập đến hai đốm đen lớn ở phía sau vây lưng của cá con.

## Phạm vi phân bố và môi trường sống
P. geminospilus được ghi nhận ở ngoài khơi Malaysia và Philippines. P. geminospilus sinh sống tập trung gần những rạn san hô trên nền đáy cát ở độ sâu từ 4 đến 20 m.

## Mô tả
Chiều dài lớn nhất được ghi nhận ở P. geminospilus là 8 cm.
Số gai ở vây lưng: 13; Số tia vây ở vây lưng: 13–14; Số gai ở vây hậu môn: 2; Số tia vây ở vây hậu môn: 14–16; Số gai ở vây bụng: 1; Số tia vây ở vây bụng: 5.

## Sinh thái học
Thức ăn của P. geminospilus là tảo và các loài động vật phù du. Cá đực có tập tính bảo vệ và chăm sóc trứng.